# Obština Stambolijski
Obština Stambolijski (bulharsky Община Стамболийски) je bulharská jednotka územní samosprávy v Plovdivské oblasti. Leží ve středním Bulharsku v Hornothrácké nížině a zčásti na severním úpatí Západních Rodopů. Správním střediskem je město Stambolijski, kromě něj obština zahrnuje 4 vesnice. Žije zde necelých 20 tisíc stálých obyvatel.

## Sídla
Všechna sídla v obštině jsou samosprávná.
| - Joakim Gruevo - Kurtovo Konare - Novo Selo | - Stambolijski (sídlo správy) - Trivodici |

## Sousední obštiny
| Růžice kompasu | Pazardžik            |        | Rodopi    | Růžice kompasu |
| Růžice kompasu | Sever                |        |           | Růžice kompasu |
| Růžice kompasu | Obština Stambolijski |        |           | Růžice kompasu |
| Růžice kompasu | Jih                  |        |           | Růžice kompasu |
| Růžice kompasu | Bracigovo            | Kričim | Peruštica | Růžice kompasu |

## Obyvatelstvo
V obštině žije 19 752 stálých obyvatel a včetně přechodně hlášených obyvatel 22 812. Podle sčítáni 1. února 2011 bylo národnostní složení následující:
- Bulhaři: 17 739 (88.8 %)
- Romové: 1 620 (8.1 %)
- Turci: 386 (1.9 %)
- ostatní: 235 (1.2 %)